# ۴-دی (روان‌گردان)
۴-دی (روان‌گردان) (به انگلیسی: 4-D (psychedelic)) با فرمول شیمیایی C۱۱H۱۴NO۳D۳ یک ترکیب شیمیایی است. که جرم مولی آن ۲۲۸٫۲۸ g/mol می‌باشد. 